# سرزمین شاهدخت الیزابت
سرزمین شاهدخت الیزابت (انگلیسی: Princess Elizabeth Land) بخشی از جنوبگاناست که به صورت یک قطاع میان طول جغرافیایی ۷۳ درجه شرقی و دماغه پنک (طول جغرافیایی '۴۳°۸۷ شرقی) قرار دارد. این سرزمین به عنوان بخشی از قلمرو جنوبگان استرالیا مورد ادعای این کشور است، هرچند که این ادعا به صورت گسترده شناخته نشده‌است. سرزمین شاهدخت الیزابت در عرض جغرافیایی '۵۶°۶۴ تا ۹۰ درجه جنوبی و طول جغرافیایی '۳۵°۷۳ تا '۴۳°۸۷ شرقی واقع شده است.
سرزمین شاهدخت الیزابت در ۹ فوریه ۱۹۳۱ طی مأموریت اکتشافی پژوهش جنوبگان استرالیا و نیوزیلند (۱۹۲۹ تا ۱۹۳۱) به فرماندهی داگلاس ماوسون کشف و توسط وی به نام الیزابت دوم نام‌گذاری شد.
با وجود ادعای مالکیت استرالیا بر این سرزمین، ایستگاه‌های روسی وستوک (سردترین نقطه زمین) و میرنی در سرزمین شاهدخت الیزابت مستقر شده‌اند.